# Joachim, 4.º Príncipe Murat
Joachim Joseph Napoléon Murat, 4º Príncipe Murat (21 de junho de 1834 - 23 de outubro de 1901) foi um major-general do exército francês e membro da família Bonaparte - Murat.

## Início da vida
Joachim Joseph nasceu em Bordentown , Nova Jersey , em 21 de junho de 1834. Ele era o filho mais velho, de quatro irmãos, nascido da ex-Carolina Georgina Fraser (1810-1879) e do príncipe Napoleão Lucien Charles Murat , 2º Príncipe de Pontecorvo e 3º Príncipe Murat.
Seu pai era o segundo filho de Joachim Murat , rei de Nápoles , que se casou com a irmã de Napoleão , Caroline Bonaparte . Seus avós maternos eram Thomas Fraser, um emigrante escocês para os Estados Unidos e major da milícia legalista durante a Revolução Americana, e sua esposa Ann Loughton ( nascida Smith) Fraser.

## Carreira

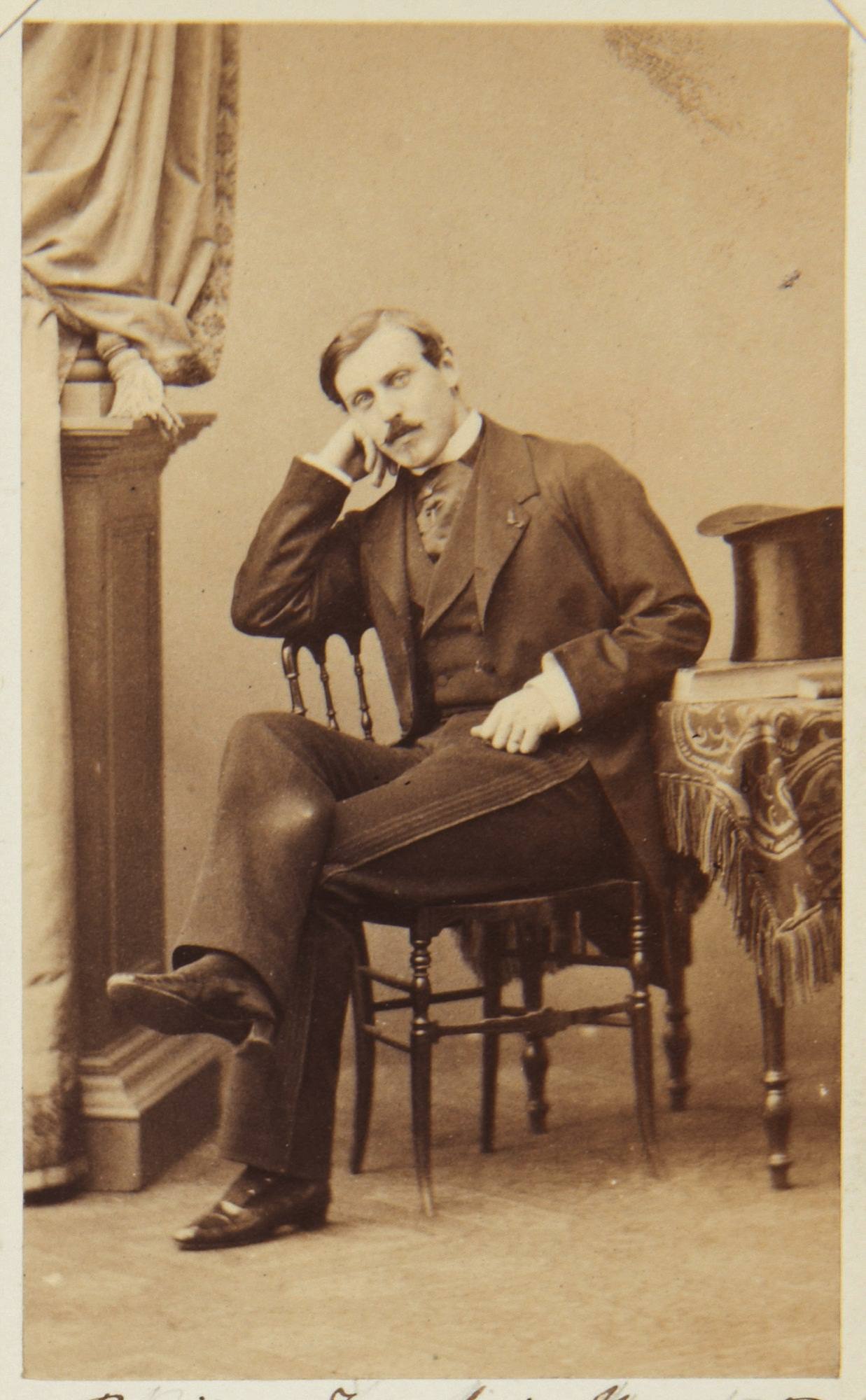
Joachim Murat (1834-1901)

Mudou-se para a França com sua família em 1848, após a queda de Louis-Philippe da França , onde seu pai foi nomeado Ministro , Senador e Príncipe Imperial.
Em 1852 Joachim ingressou no exército, tornando-se oficial no ano seguinte e ascendendo ao posto de tenente-coronel em 1863. Em 1866 tornou-se coronel de um regimento da Guarda de Cavalaria.
Em 1870 foi feito general de brigada e participou da Guerra Franco-Prussiana que levou ao fim do Segundo Império.
Após a queda de Napoleão III, retirou-se para a vida privada, mas conseguiu manter o título de general e príncipe.

## Vida pessoal
Em 1854, casou-se em Paris com Malcy Louise Caroline Berthier de Wagram (1832–1884), no Palácio das Tulherias .  Ela era filha de Napoleão Berthier de Wagram, 2º Duque de Wagram , e da ex-Zénaïde Françoise Clary. O avô paterno de sua esposa era o marechal Berthier e ela era sobrinha -neta de Désirée Clary e Julie Clary . Juntos, eles eram pais de três filhos sobreviventes, duas filhas e um filho:
- Princesa Eugénie Louise Caroline Zenaide Murat (1855–1934), que se casou com Giuseppe Caracciolo , 9º Príncipe de Torella (1839–1910),[3] em Paris em junho de 1887.
- Joachim, 5º príncipe Murat (1856–1932), que se casou com Marie Cécile Ney d'Elchingen, filha do príncipe de la Moskowa e bisneta do marechal Michel Ney , em 1884.
- Princesa Anna Napoléona Karolina Alexandrine Murat (1863–1940), que se casou com o Conde Agenor Maria Gołuchowski , Ministro dos Negócios Estrangeiros da Áustria-Hungria .

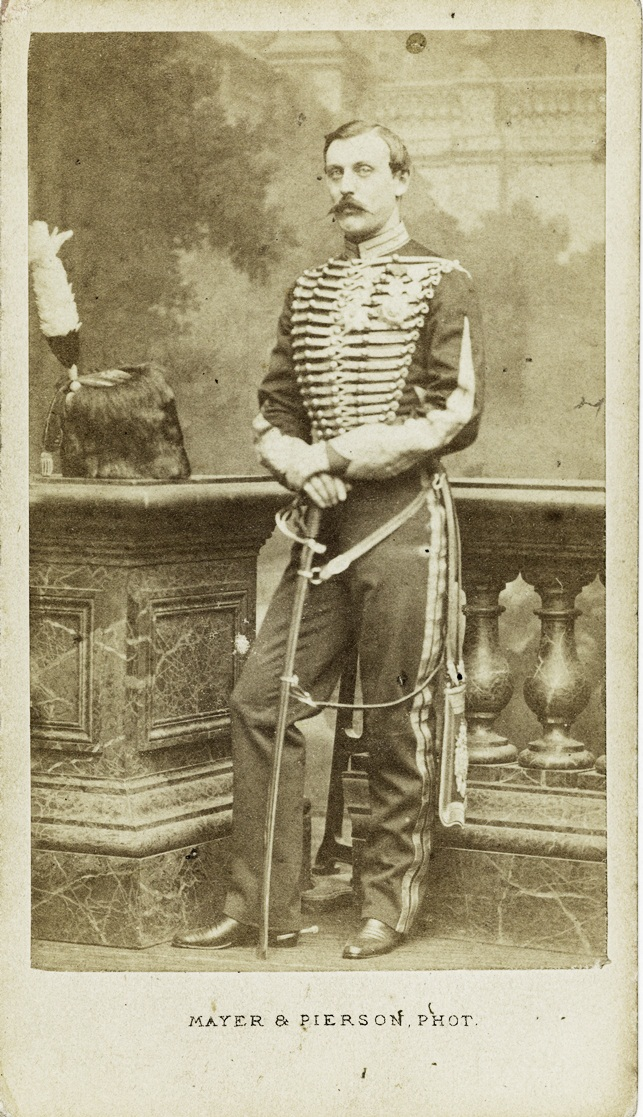
Joachim de uniforme

Como viúvo (desde 1884), casou-se em segundo lugar com a Baronesa Hainguerlot, née Lydia Hervey (1841-1901), em Paris, em 7 de novembro de 1894. Lydia nasceu em Kemptown , Sussex , e era filha de Charles John Vigors Hervey, Esq . e Martha Hervey ( nascida Kemp). Ela era a viúva de Arthur, Barão Hainguerlot (1833-1892), um rico banqueiro parisiense. Joachim e sua segunda esposa não tiveram filhos juntos.
Ele passou o resto de sua vida no castelo de sua família, o Château de Chambly em Chambly, Oise , França , onde sua segunda esposa morreu em 25 de setembro de 1901. O príncipe Murat morreu um mês depois, em 23 de outubro de 1901.

## Prêmios
- 1860 : Grã-Cruz do Leão Zähringer[5]
- 26 de janeiro de 1861 : Cavaleiro da Águia Vermelha, 1ª Classe
- 1867 : Grã-Cruz da Ordem Imperial de Leopoldo